# Ensign Racing
Ensign Racing war ein britischer Rennwagenhersteller, der ein eigenes Motorsportteam unterhielt. Das in Walsall ansässige Unternehmen wurde von Morris „Mo“ Nunn gegründet und geleitet. Nach Anfängen in der Formel 3 und einem früh gescheiterten Versuch in der Formel 2 war Ensign von 1973 bis 1982 in der Formel 1 engagiert. Ensign trat dort mit selbst konstruierten Rennwagen an, die zeitweise auch selbständigen Kundenteams zur Verfügung gestellt wurden. Für Ensign fuhren bekannte Rennfahrer wie Chris Amon, Jackie Ickx und Clay Regazzoni; der dreimalige Weltmeister Nelson Piquet begann seine Formel-1-Karriere in dem Rennstall Mo Nunns. Während des Formel-1-Engagements hatte Ensign wiederholt mit wirtschaftlichen Schwierigkeiten zu kämpfen, die sich auf die sportlichen Leistungen auswirkten. In zehn Jahren erzielte das Team insgesamt 19 Weltmeisterschaftspunkte, erreichte keinen Sieg und keine Positionierung auf einem Podiumsplatz.  In einigen Jahren bestand eine enge Beziehung zu Theodore Racing, das gelegentlich als Sponsor des Ensign-Teams antrat und 1983 mit Ensign fusionierte.

## Ensign in der Formel 3

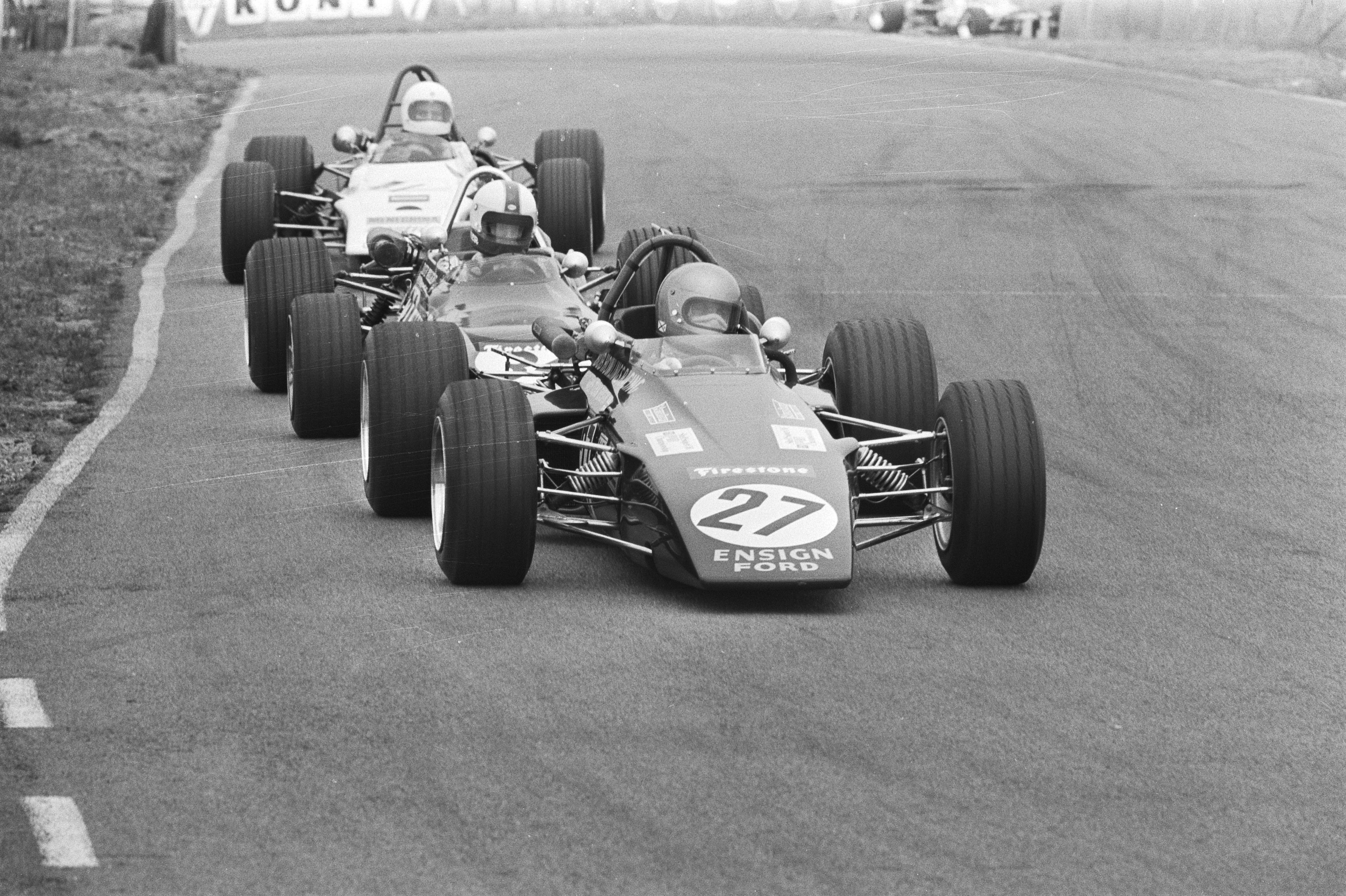
Formel-3-Ensign (1971)

Die ersten Rennwagen, die der britische Automobilhändler Mo Nunn konstruierte, waren Fahrzeuge für die Formel 3. Das Projekt wurde von Bernard Lewis finanziell gefördert. Der Prototyp, der alternativ als F371 als LNF3 (für Lewis-Nunn-Formula 3) oder LNF1 bezeichnet wurde, erschien 1971 und wurde in einem werksunterstützten Team von Beverly „Bev“ Bond gefahren. Die britische Formel-3-Meisterschaft wurde 1971 in drei unabhängigen Serien ausgetragen. Bond wurde Dritter in der B.R.S.C.C. MotorSport Magazine Shell Super Oil British F3 Meisterschaft und David Purley, der für das private Team LEC Refrigeration in einem LNF1 an den Start ging, wurde in den beiden anderen britischen Formel-3-Meisterschaften Fünfter bzw. Sechster.
Im folgenden Jahr präsentierte Nunn mit dem F372 eine verbesserte Version des Wagens, die in kleiner Serie produziert wurde. Bei einigen Rennen wurden bis zu sieben Exemplare des Ensign gemeldet. Die meisten Fahrzeuge wurden an Kundenteams verkauft; daneben unterhielt Ensign ein Werksteam, für das der Liechtensteiner Rennfahrer Rikky von Opel antrat. Sein Teamkollege war Mike Walker. Nunns Team wurde von der spanischen Fluglinie Iberia Líneas Aéreas de España unterstützt. Von Opel gewann die B.R.S.C.C. Lombard North Central British F3 Championship, belegte Rang zwei bei der B.A.R.C. Forward Trust British F3 Championship und Rang fünf bei der B.R.S.C.C. MCD Shell Super Oil British F3 Championship. 
Auch 1973 setzten mehrere Fahrer Formel-3-Autos von Ensign ein; die Weiterentwicklung der Wagen verlief allerdings schleppend, denn zu dieser Zeit lag das Hauptaugenmerk Mo Nunns bereits auf der Formel 1. Wegen nachlassender Konkurrenzfähigkeit wechselten die meisten Ensign-Fahrer im Laufe des Jahres 1973 auf Fahrzeuge anderer Hersteller wie March oder GRD.

## Ensign in der Formel 2
1972 präsentierte Ensign einen Rennwagen für die Formel 2. Das als LNF2 bezeichnete Auto war der in technischer Hinsicht vom Formel-3-Modell abgeleitet. Es wurde von einem Cosworth-BD-Motor angetrieben. Das Team Ensign meldete den Wagen für den britischen Rennfahrer John Burton zum ersten Rennen der Formel-2-Europameisterschaft 1972 in Mallory Park. Burton verpasste hier die Qualifikation und beklagte das schlechte Handling des Wagens. Ensign zog sich nach diesem erfolglosen Versuch aus der Formel 2 zurück. Zwar gab es noch Meldungen für einzelne weitere Rennen; Ensign trat aber jeweils nicht an. Der LNF2 wurde in der Folgezeit verkauft; über den Verbleib ist nichts bekannt.

## Ensign in der Formel 1

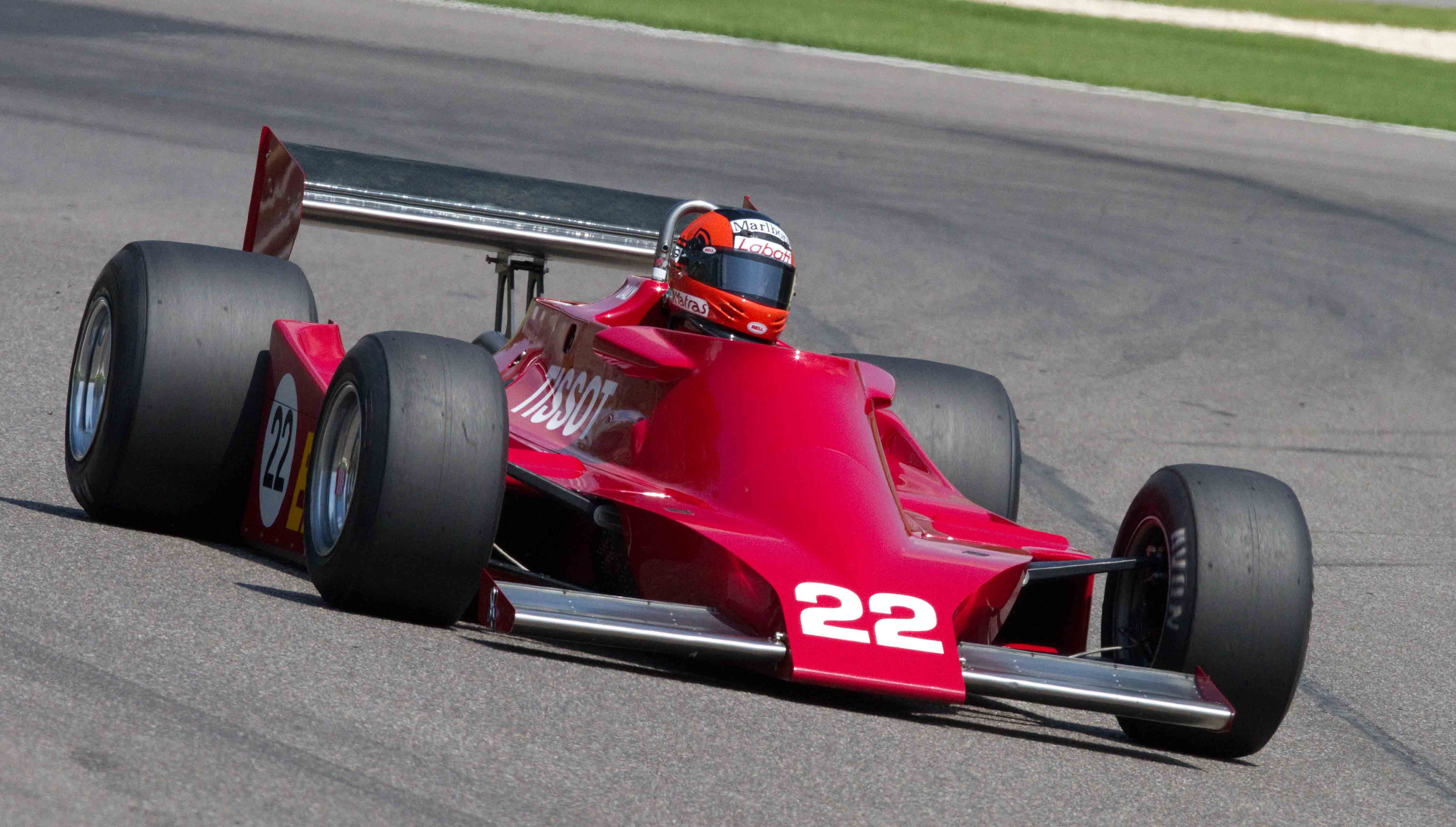
Ensign N177

### Geschichte des Werksteams

#### Überblick
Der Aufstieg Ensigns in die Formel 1 war wesentlich auf den Rennfahrer Rikky von Opel zurückzuführen. Nach den Erfolgen mit Ensigns Formel-3-Auto sah von Opel seine sportliche Zukunft in der Formel 1. Er bat Mo Nunn darum, ihm für diese Rennklasse ein eigenes Chassis zu konstruieren. Von Opel finanzierte die Entwicklung des Fahrzeugs und übernahm die Kosten für den Motor. Auf dieser Basis bestritt Ensign die Formel-1-Saison 1973. zu Beginn der folgenden Saison wechselte von Opel zum Brabham-Team Bernie Ecclestones. Nach einem vorübergehenden Rückzug Nunns übernahm im Frühjahr 1974 zunächst der in Hongkong ansässige Geschäftsmann Theodore „Teddy“ Yip die Finanzierung des Formel-1-Programms von Ensign, und 1975 war das niederländische Bewachungsunternehmen Hoogenbooms Bewakingsdienst BV (HB) der Hauptsponsor des Teams. Die Verbindung zerbrach nach nur einem Jahr. HB übernahm das einzige aktuelle Ensign-Chassis und trat mit ihm 1976 und 1977 als eigenständiges, in den Niederlanden ansässiges Team unter der Bezeichnung HB Bewaking Systems an. Nunn setzte den Rennbetrieb daraufhin zunächst alleine fort, bis das Team in der Saison 1977 erneut finanzielle Unterstützung von Teddy Yip erhielt. Yip förderte Ensign auch in den folgenden Jahren in unregelmäßigen Abständen, obwohl er inzwischen mit Theodore Racing einen eigenen Rennstall unterhielt und 1979 und 1980 außerdem noch das britische Shadow unterhielt. Als Yip 1981 das Shadow-Team mit seinem Rennstall verschmolz und als Werksteam an der Formel-1-Weltmeisterschaft teilnahm, reduzierte er zunächst die Unterstützung für Ensign. Nach der Formel-1-Saison 1982, die sowohl für Ensign als auch für Theodore erfolglos verlaufen war, verbanden sich beide Rennställe, um in der kommenden Saison gemeinsam anzutreten. Die Meldung erfolgte 1983 unter der Bezeichnung Theodore Racing; das Team hatte seine Basis allerdings nicht mehr in Theodores – noch auf das Shadow-Team – zurückgehenden Räumlichkeiten, sondern nutzte Organisation und Material von Ensign. Ende 1983 wurde auch dieser Betrieb eingestellt. Mo Nunn wandte sich ebenso wie Teddy Yip in den folgenden Jahren amerikanischen Rennserien zu.  
In zehn Jahren war Ensign für 134 Große Preise gemeldet und konnte sich für 98 Starts mit insgesamt 115 Rennwageneinsätzen qualifizieren. Die beste Platzierung war der vierte Platz Marc Surers beim Großen Preis von Brasilien 1981 auf einem ein Jahr alten Ensign N180. Bei diesem Rennen erreichte Surer auch die einzige für das Ensign Team zu verzeichnende schnellste Rennrunde. Ein Jahr zuvor verunglückte der Ensign-Werksfahrer Clay Regazzoni mit seinem N180 schwer; infolge des Unfalls in Long Beach war er querschnittgelähmt.

#### Die Saison 1973

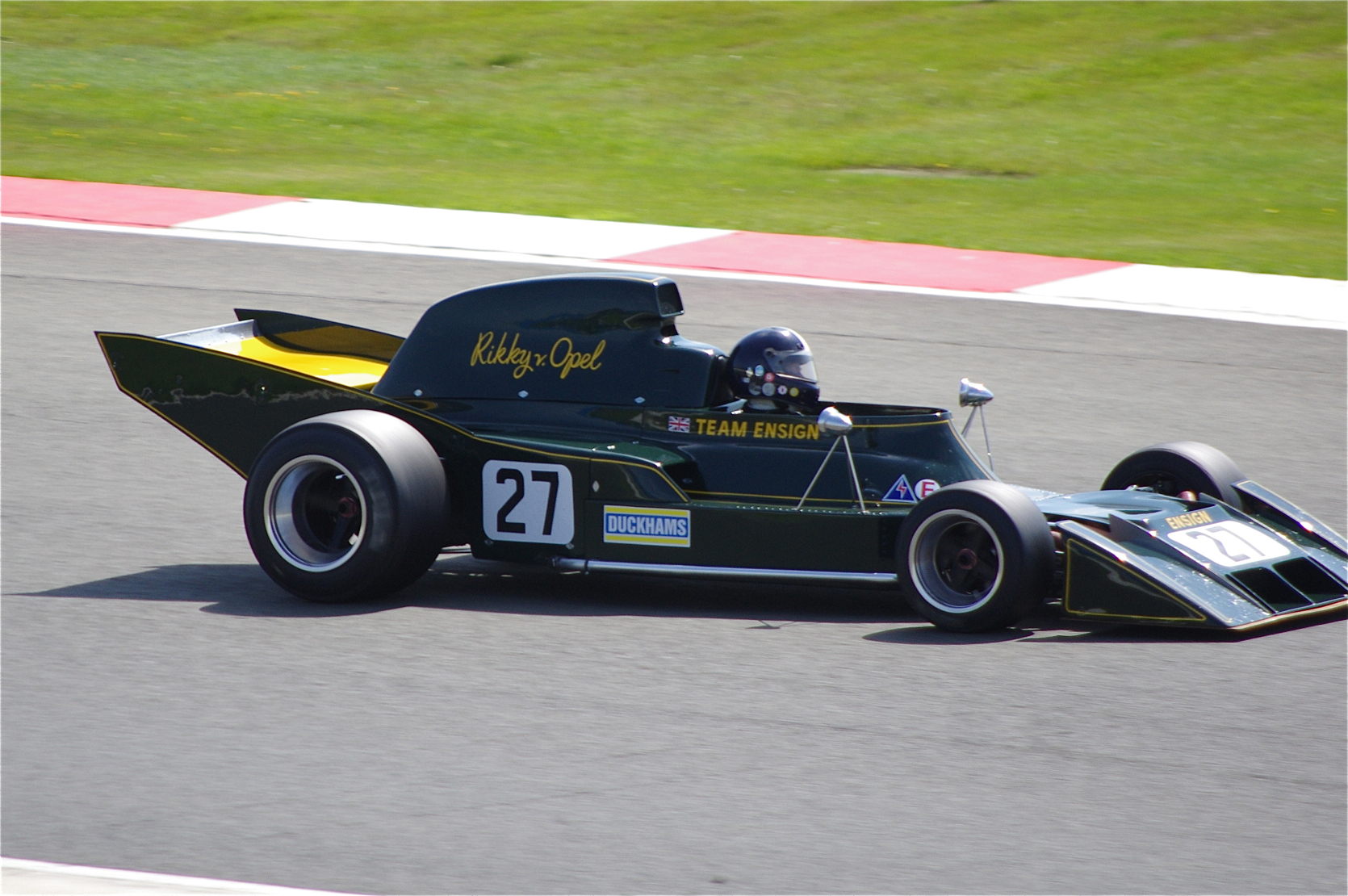
Ensigns erstes Formel-1-Auto: Der N 173

Das Team Ensign erschien erstmals beim Großen Preis von Frankreich 1973 in der Formel 1. Mit Ausnahme des Großen Preises von Deutschland meldete sich das Team zu allen verbleibenden Weltmeisterschaftsläufen des Jahres, sogar für die Überseerennen in Nordamerika, die kleine, finanzschwache Teams wegen der hohen Anreisekosten üblicherweise oft ausließen. Einsatzfahrzeug war der Ensign N173, ein von Mo Nunn konstruierter Rennwagen, der in diesem Jahr ausschließlich von Rikky von Opel gefahren wurde.
Bei seinem Debütrennen auf dem südfranzösischen Circuit Paul Ricard qualifizierte sich von Opel für den 25. und letzten Startplatz. Sein Rückstand auf die Pole-Zeit von Jackie Stewart (Tyrrell) betrug 7,2 Sekunden. Das Rennen beendete von Opel als 15. und letzter mit drei Runden Rückstand auf den Sieger (Peterson im Lotus). Beim folgenden Rennen in Großbritannien kam er mit sechs Runden Rückstand als 13. ins Ziel. In den Niederlanden erreichte von Opel mit Platz 14 den besten Startplatz des Jahres für sein Team. Allerdings nahm er am Rennen nicht teil. Im Training hatten sich Risse im Chassis gezeigt; daraufhin zog Mo Nunn das Auto aus Sicherheitsgründen zurück. Im Hinblick darauf ließ das Team auch den eine Woche später stattfindenden Großen Preis von Deutschland aus. In Österreich waren Ensign und von Opel wieder am Start, nunmehr mit einem verstärkten Chassis. Weder hier noch bei den verbleibenden Rennen des Jahres kam von Opel allerdings in die Wertung: Dreimal fiel er technisch bedingt aus. Einmal klemmte der Gaszug (USA) ein weiteres Mal überhitzte der Motor (Italien), und in Österreich gab es Probleme mit dem Kraftstoffsystem. Im Ergebnis fuhr Ensign in seinem Debütjahr keine Meisterschaftspunkte ein.

#### Die Saison 1974
Zum ersten Rennen des Jahres 1974, dem Großen Preis von Argentinien, meldete Ensign den neu aufgebauten Ensign N174 für Rikky von Opel. Nachdem von Opel Handlingprobleme beim neuen Auto festgestellt hatte und deshalb nicht am Rennen teilgenommen hatte, trennte er sich von Ensign. Er übernahm im weiteren Verlauf der Saison ein Cockpit bei Brabham. Da nach dem Weggang von Opels die Finanzierung des weiteren Rennprogramms nicht gesichert war, ließ Ensign die ersten Rennen der Saison 1974 aus.
Erst zum Großen Preis von Belgien erschien das Team wieder. Fahrer war nun der australische Debütant Vern Schuppan, der von dem in Hongkong ansässigen Geschäftsmann Teddy Yip unterstützt wurde. Yip finanzierte sieben Renneinsätze Schuppans bei Ensign, das daraufhin mit dem Namenszusatz „Theodore Racing Hong Kong“ an den Start ging. Schuppan setzte überwiegend den N174 ein; eine Ausnahme war nur der Große Preis von Schweden: Hier fuhr er den N173, weil der N174 im vorherigen Rennen in Monaco erheblich beschädigt worden war. 
Schuppan erreichte zunächst Startplätze im Mittelfeld: Bei seinem Debüt in Belgien ging er von Platz 14, in den Niederlanden von Platz 17 aus ins Rennen. In Belgien kam er mit drei Runden Rückstand als 15. ins Ziel, in Zandvoort hingegen wurde er disqualifiziert, weil an seinem Auto außerhalb der Boxengasse ein Reifen gewechselt wurde. Auch auf dem Scandinavian Raceway in Anderstorp wurde Schuppan disqualifiziert. Im Training erreichte er im N173 eine Zeit, die für den 27. Startplatz reichte. In der Startaufstellung stand er allerdings infolge eines Irrtums auf Platz 26. Von hier aus ging er auch ins Rennen, das er mit drei Runden Rückstand als Zwölfter beendete. Der falsche Startplatz Schuppans fiel erst nach Beendigung des Rennens auf. Schuppan wurde daraufhin nachträglich disqualifiziert. In Frankreich und Großbritannien verpasste er die Qualifikation. In Deutschland qualifizierte sich Schuppan noch einmal, allerdings erreichte er nicht das Ziel: Nach vier Runden fiel der N174 infolge eines Getriebedefekts vorzeitig aus. Nach dem Rennen in Deutschland beendeten Schuppan und Yip ihre Verbindung zu Ensign.
Schuppans Nachfolger war der britische Debütant Mike Wilds, der bei den vier verbleibenden Saisonrennen im mehr als ein Jahr alten N173 antrat. Weder in Österreich noch in Italien oder Kanada gelang Wilds die Qualifikation. Nur in den USA qualifizierte er sich. Wilds ging von Platz 21 ins Rennen. Er legte 50 Runden zurück, neun weniger als der Sieger, und wurde wegen zu geringer Distanz nicht gewertet.

### Kundenteams
Einige Formel-1-Fahrzeuge von Ensign wurden, nachdem sie vom Werksteam verwendet worden waren, an private Teams verkauft, die sie ebenfalls zu einzelnen Formel-1-Rennen meldeten. Dies gilt insbesondere für den 1975 entwickelten und in einem einzigen Exemplar hergestellten N175, den 1975 Roelof Wunderink und Chris Amon gefahren hatten; der N175 wurde Ende 1975 an den ehemaligen Sponsor des Teams übergeben, der ihn 1976 und 1977 unter dem Namen Boro 001 mit dem Team HB Bewaking Systems (Formel 1) mit Larry Perkins und Brian Henton zu einigen Rennen meldete. 1978 erschien das Auto noch einmal im privaten Team Mario Deliotti Racing.

## Fahrer in der Formel 1
| Fahrer           | für Ensign aktiv | Grands Prix | Punkte | Siege | Zweiter | Dritter | Poles | SR | beste WM-Pos. |
| ---------------- | ---------------- | ----------- | ------ | ----- | ------- | ------- | ----- | -- | ------------- |
| Rikky von Opel   | 1973–1974        | 6           | –      | −     | −       | −       | −     | –  | 33.           |
| Vern Schuppan    | 1974             | 5           | –      | −     | −       | −       | −     | –  | 43.           |
| Mike Wilds       | 1974             | 1           | –      | −     | −       | −       | −     | –  | –             |
| Chris Amon       | 1975–1976        | 10          | 2      | −     | −       | −       | −     | –  | 18.           |
| Gijs van Lennep  | 1975             | 3           | 1      | −     | −       | −       | −     | –  | 20.           |
| Roelof Wunderink | 1975             | 6           | –      | −     | −       | −       | −     | –  | –             |
| Hans Binder      | 1976             | 1           | –      | −     | −       | −       | −     | –  | –             |
| Jacky Ickx       | 1976–1978        | 8           | –      | −     | −       | −       | −     | –  | –             |
| Patrick Nève     | 1976             | 1           | –      | −     | −       | −       | −     | –  | –             |
| Larry Perkins    | 1976             | 1           | –      | −     | −       | −       | −     | –  | –             |
| Brian Henton     | 1977             | 0           | –      | −     | −       | −       | −     | –  | –             |
| Clay Regazzoni   | 1977; 1980       | 19          | 5      | −     | −       | −       | −     | –  | 17.           |
| Patrick Tambay   | 1977             | 7           | 5      | −     | −       | −       | −     | –  | 18.           |
| Derek Daly       | 1978-1979        | 9           | 1      | −     | −       | −       | −     | –  | 19.           |
| Harald Ertl      | 1978             | 2           | –      | −     | −       | −       | −     | –  | –             |
| Lamberto Leoni   | 1978             | 1           | –      | −     | −       | −       | −     | –  | –             |
| Brett Lunger     | 1978             | 1           | –      | −     | −       | −       | −     | –  | –             |
| Danny Ongais     | 1978             | 2           | –      | −     | −       | −       | −     | –  | –             |
| Nelson Piquet    | 1978             | 1           | –      | −     | −       | −       | −     | –  | –             |
| Marc Surer       | 1979, 1981       | 7           | 4      | −     | −       | −       | −     | –  | 16.           |

- 1978: Derek Daly, Harald Ertl, Jacky Ickx, Lamberto Leoni, Brett Lunger, Danny Ongais, Nelson Piquet
- 1979: Derek Daly, Marc Surer, Patrick Gaillard
- 1980: Clay Regazzoni, Jan Lammers, Geoff Lees, Tiff Needell
- 1981: Eliseo Salazar, Marc Surer
- 1982: Roberto Guerrero